# Pocillopora kelleheri
Pocillopora kelleheri är en korallart som beskrevs av Veron 2002. Pocillopora kelleheri ingår i släktet Pocillopora och familjen Pocilloporidae. IUCN kategoriserar arten globalt som livskraftig. Inga underarter finns listade i Catalogue of Life.